# Eschert
Eschert ist eine politische Gemeinde im Verwaltungskreis Berner Jura des Kantons Bern in der Schweiz. Der frühere deutsche Name Escherz wird heute nicht mehr verwendet.

## Geographie
Eschert liegt auf 596 m ü. M., 2 km östlich des Orts Moutier (Luftlinie). Das Dorf erstreckt sich auf einem Geländevorsprung am Nordfuss der Jurakette des Graitery, im Juralängstal von Moutier, das auch den Namen Grand Val trägt.
Die Fläche des 6,6 km² grossen Gemeindegebiets umfasst einen Abschnitt des Grand Val. Die Nordgrenze von Eschert bildet meist der Bach La Raus, der das Tal nach Westen zur Birs entwässert. In einem schmalen Zipfel reicht das Gebiet an den unteren Südhang des sich auf der nördlichen Talseite erhebenden Mont Raimeux. Nach Süden erstreckt sich das Gemeindegebiet auf den Kamm der Graitery-Kette, auf dem Graitery bis 1240 m ü. M. und auf dem östlich anschliessenden Oberdörferberg 1297 m ü. M. (höchster Punkt von Eschert). Auf der Höhe des Graitery befinden sich Jurahochweiden mit den typischen mächtigen Fichten, die entweder einzeln oder in Gruppen stehen. Der steile Nordhang des Graitery ist dicht bewaldet und von Kalkfelsbändern durchzogen. Zwei Bäche haben hier Erosionstäler eingegraben. Von der Gemeindefläche entfielen 1997 3 % auf Siedlungen, 55 % auf Wald und Gehölze und 42 % auf Landwirtschaft.
Zu Eschert gehören das Quartier Sous la Rive (540 m ü. M.) im Talboden der Raus sowie mehrere Einzelhöfe. Nachbargemeinden von Eschert sind Court, Moutier, Belprahon und Grandval im Kanton Bern, sowie Welschenrohr-Gänsbrunnen im Kanton Solothurn.

## Bevölkerung
Mit 385 Einwohnern (Stand 31. Dezember 2023) gehört Eschert zu den kleineren Gemeinden des Berner Juras. Von den Bewohnern sind 83,7 % französischsprachig, 8,2 % deutschsprachig und 2,8 % italienischsprachig (Stand 2000). Die Bevölkerungszahl von Eschert belief sich 1850 auf 208 Einwohner, 1900 auf 295 Einwohner. Im weiteren Verlauf pendelte sie stets im Bereich zwischen 310 und 360 Personen.

## Politik
Bei den Nationalratswahlen 2023 betrugen die Wähleranteile in Eschert (in Klammern die Veränderung im Vergleich zu den Wahlen 2019 in Prozentpunkten): SVP 45,11 % (−2,25), SP 17,81 % (+6,75), FDP 11,27 % (+7,74), EDU 8,08 % (+4,26), Grüne 4,55 % (−7,41), glp 4,55 % (−2,56), EVP 3,02 % (−1,92), Mitte 2,04 % (−3,19), SD 1,32 % (+/−0,00).

## Wirtschaft
Eschert war bis in die zweite Hälfte des 20. Jahrhunderts hauptsächlich durch die Landwirtschaft geprägt. In den letzten Jahrzehnten hat sich Eschert allmählich zur Wohngemeinde entwickelt. Das Dorf bietet nur wenige Arbeitsplätze ausserhalb des primären Sektors an, vor allem im lokalen Kleingewerbe (Mechanik und Bauhandwerk). Viele Erwerbstätige sind deshalb Wegpendler und arbeiten in Moutier.

## Verkehr
Die Gemeinde kann durch eine kurze Stichstrasse, die von der Hauptstrasse Moutier–Balsthal abzweigt, erreicht werden. Derzeit wird in der Gegend von Moutier die Autobahn A16 erbaut, die auch das Gemeindegebiet von Eschert berührt. Diese Autobahn soll bis 2015 sowohl an das schweizerische Nationalstrassennetz als auch an das französische Autobahnnetz angeschlossen werden und erhält östlich von Moutier, rund 1 km von Eschert entfernt, eine Anschlussstelle. Das Dorf ist durch eine Buslinie, die zwischen Moutier, Eschert und Belprahon verkehrt, an den öffentlichen Verkehr angebunden.

## Geschichte
Die erste schriftliche Erwähnung von Eschert erfolgte 1179 unter dem Namen Escert, später erscheint auch die Bezeichnung Echert. Das Dorf unterstand bis zum Ende des 18. Jahrhunderts der Propstei Moutier-Grandval. Im Jahr 1733 fielen zahlreiche Häuser einem Dorfbrand zum Opfer. Von 1797 bis 1815 gehörte Eschert zu Frankreich und war anfangs Teil des Département Mont-Terrible, das 1800 mit dem Département Haut-Rhin verbunden wurde. Durch den Entscheid des Wiener Kongresses kam der Ort 1815 an den Kanton Bern zum Bezirk Moutier. Seit 1967 besteht auf kommunaler Ebene eine Zusammenarbeit mit den Nachbargemeinden bezüglich Wasserversorgung, Abwasserreinigung und Primarschule.

## Sehenswürdigkeiten
Im bäuerlichen Ortskern befinden sich einige gut erhaltene Bauernhäuser und Holzspeicher aus dem 17. bis 19. Jahrhundert. Eschert hat keine eigene Kirche, es gehört zur Pfarrei Grandval.

## Bilder

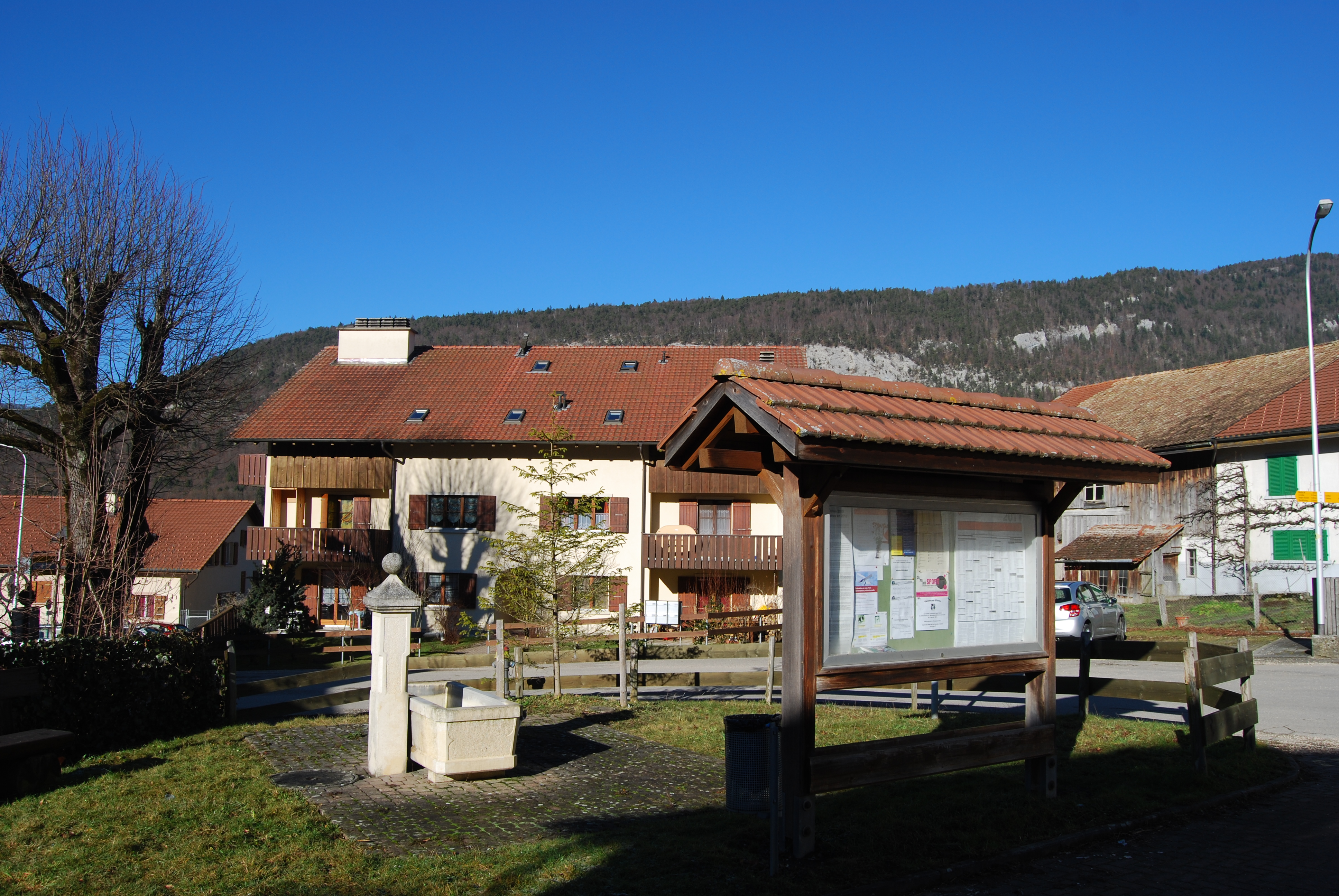
Ortskern von Eschert
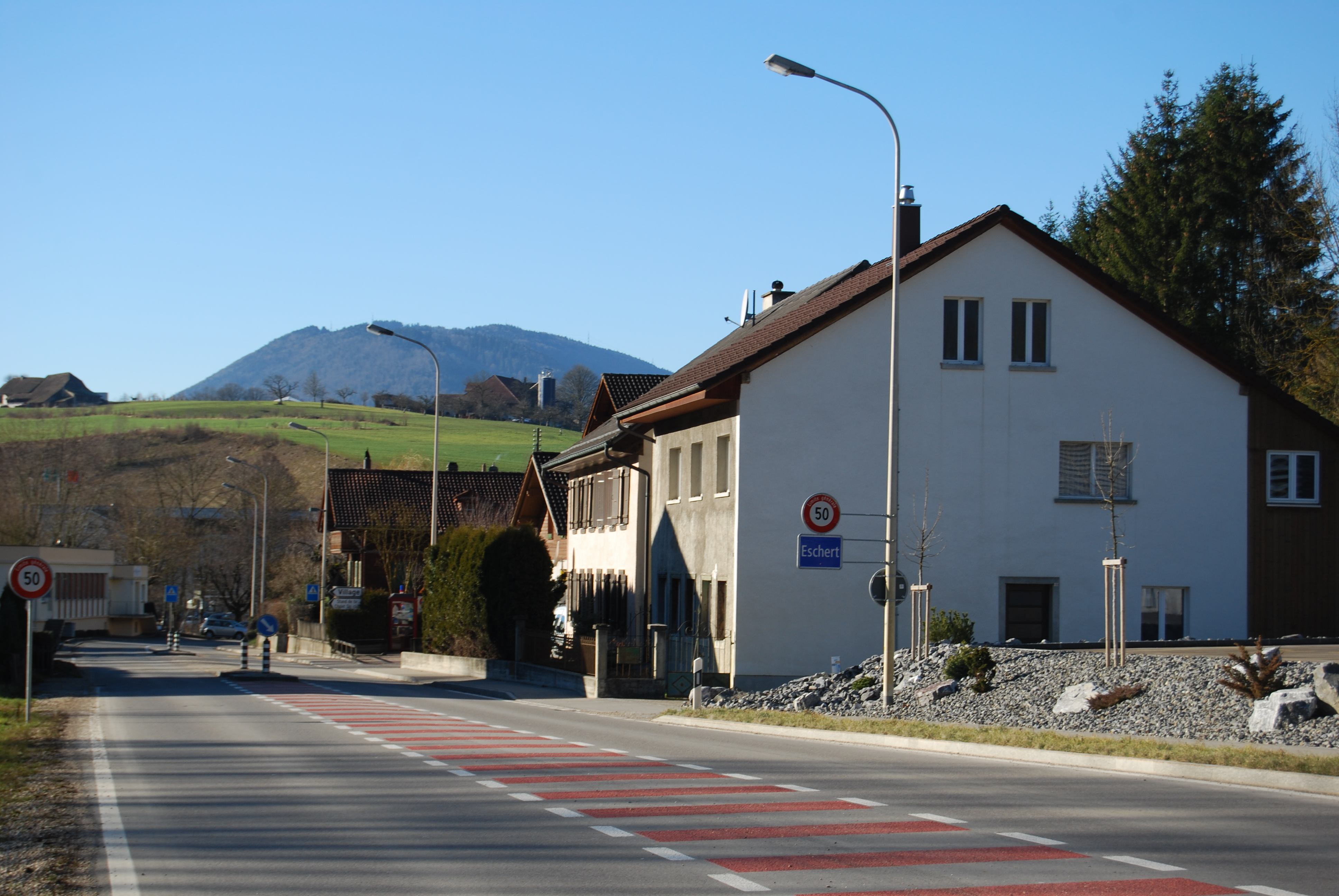
Dorfeingang an der Kantonsstrasse Nr. 30
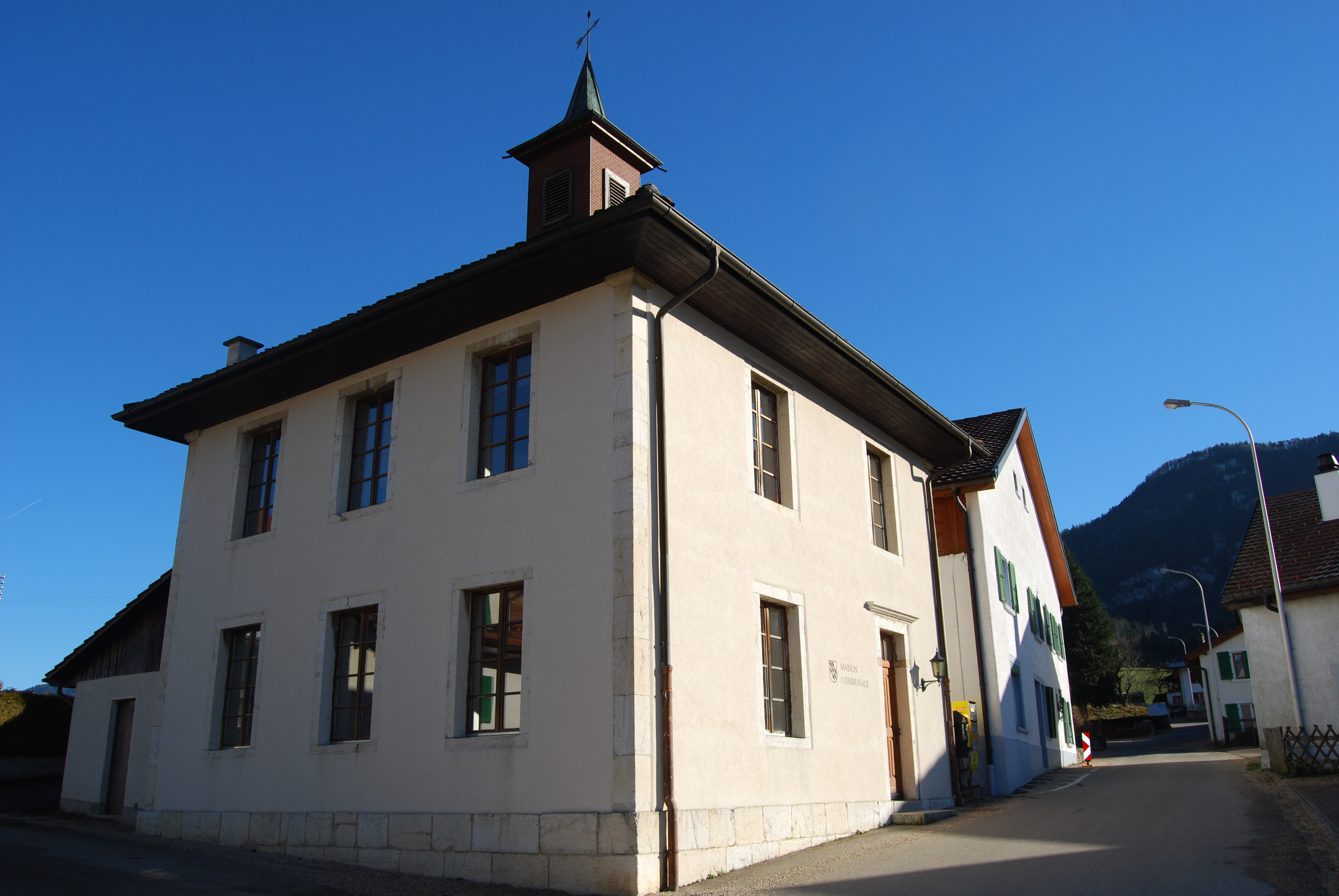
Gemeindehaus